# Абруцо, Лацио и Молизе (национален парк)
Националният парк „Абруцо, Лацио и Молизе“ (на италиански: Parco Nazionale d'Abruzzo, Lazio e Molise) е национален парк в централна Италия, на територията на регион Абруцо с по-малки части в съседните региони Лацио и Молизе. Площта му е 496,80 квадратни километра, а администрацията му е разположена в близкия град Пескасероли.
Създаден е през 1922 година и е вторият национален парк в страната след създадения малко по-рано Национален парк „Гран Парадизо“. Територията му е неколкократно разширявана и днес включва части от Апенините с връх Петрозо (2247 m), основната част от тях заети от букови гори. Паркът служи за защита на застрашените подвидове италиански вълк (Canis lupus italicus), апенинска дива коза (Rupicapra pyrenaica ornata) и марсиканска кафява мечка (Ursus arctos marsicanus). Други характерни животни са сърната (Capreolus capreolus), дивата свиня (Sus scrofa), белогръбият кълвач (Dendrocopos leucotos).